# Victor N’Dip
Victor Ndip Akem (ur. 28 sierpnia 1967 w Jaunde) – kameruński piłkarz grający na pozycji obrońcy.

## Życiorys
W ojczyźnie grał w Canonie Jaunde i Olympic Mvolyé. 
Podczas Mistrzostw Świata 1990 zaliczył cztery mecze w reprezentacji Kamerunu. Dwa razy został upominany żółtymi kartkami, w meczu z Argentyną w 23 minucie i w meczu z Kolumbią w 47 minucie. Wziął również udział w Mistrzostwach Świata 1994. Wystąpił tam w zaledwie jednym meczu, przegranym 1:6 z Rosją.